# Музей побуту та етнографії села Буківна
Музей побуту та етнографії села Буківна — сільський історико-етнографічний музей в селі Буківна, Тлумацького району Івано-Франківської області, культурно-освітній осередок і значне зібрання матеріалів з історії та культури придністровського села.

## Джерело-посилання
- Музей побуту та етнографії села Буківна [Архівовано 5 березня 2016 у Wayback Machine.] на www.museum.if.ua — вебресурс «Музейне коло Прикарпаття» [Архівовано 28 травня 2010 у Wayback Machine.]

| Музей | Це незавершена стаття про музей. Ви можете допомогти проєкту, виправивши або дописавши її. |